# ثعلب طيار ملغاشي
الثعلب الطيار الملغاشي أو خفاش الفاكهة الملغاشي (الاسم العلمي: Pteropus rufus) هو نوع من خفافيش الفاكهة ينتمي إلى جنس الثعلب الطيار. وهو يتوطن في مدغشقر. موطنه الطبيعي هو الغابات الاستوائية وشبه الاستوائية أو الاستوائية الرطبة. وهو مهدد بخسارة موطنه. يتغدى على التين وغيرها من الفواكه والزهور والأوراق.